# Lluís Carreras i Aragó
Lluís Carreras i Aragó (Barcelona, 16 de febrer de 1835 – 25 de maig de 1907) fou un metge oftalmòleg català.

## Biografia
Era fill de l'argenter Francesc d'Assís Carreras i Duran (Barcelona 1797 – 1862), joier d'Isabel II d'Espanya i originari de Mataró. També fou oncle de Francesc Carreras i Candi.
Com que els seus germans més grans continuaren el negoci familiar, ell decidí estudiar medicina a la Universitat de Barcelona, on es doctorà el 1859 amb la tesi Influjo de las ciencias naturales sobre la medicina. Després marxà a França a ampliar estudis. El 1862, després de visitar diversos països europeus, torna a Barcelona, on hi funda una Clínica Oftalmològica i és noment catedràtic substitut de Terapèutica i art de receptar de la Facultat de Medicina de la Universitat de Barcelona.
El 1865 va ingressar a la Reial Acadèmia de Medicina de Catalunya, de la que en fou vicepresident en 1887-1888 i 1889-1890, i redactor de la revista El Compilador Médico. També publicaria articles a les revistes La Independencia Médica (1874) i Archivos de Cirugía (1877). El 1877, juntament amb Ramon Coll i Pujol, va establir l'estadística demogràfica sanitària en la província de Barcelona que més endavant seria estesa per tot l'estat espanyol. Va donar classes a l'Institut Mèdic de Barcelona i creà un important laboratori d'anatomia patològica. Entre les seves millores es troba la introducció d'anestèsia amb cocaïna i una modificació del sistema d'exploració de l'agudesa visual. Des de 1880 va col·laborar en la Revista de Ciencias Médicas, fundada el 1875, de la que en serà director i propietari entre el 1885 i el 1890.
El 1883 fou elegit regidor de l'ajuntament de Barcelona pel Partit Liberal, i aquell mateix any formà part de la junta Inspectora d'Higiene Municipal i del laboratori de Ciències Mèdiques de Catalunya. Quan l'epidèmia de còlera de 1883 anà a París a estudiar nous aparells per desinfectar habitacions. També va introduir als ajuntament les ambulàncies per a transportar malalts.
Després de la mort en 1888 del seu fill gran Lluís Carreras i Solà, també oftalmòleg, va abandonar la pràctica de la medicina. Tanmateix, sí que continuà com a polític i fou escollit novament regidor de l'ajuntament de Barcelona pel Partit Liberal en 1893. Fou soci de l'Ateneu Barcelonès.

## Obres
- Estudios oftalmológicos (1875)
- Clínica de Oftalmología (1878)
- Examen y mejora de la visión (1880)